# Love Boat Captain
«Love Boat Captain» es una canción de la banda Pearl Jam, lanzada como sencillo el 18 de febrero de 2003.
Pertenece al disco Riot Act es el séptimo disco de estudio realizado por Pearl Jam, del 12 de noviembre de 2002. La letra fue escrita por su vocalista Eddie Vedder y Boom Gaspar.
Un homenaje que hace referencia a la tragedia del Festival Roskilde, en Dinamarca el 30 de junio de 2000. Mientras Pearl Jam actuaba, la gente avanzaba, aplastando contra las bardas de contención a la gente que se encuentra en la parte más cercana al escenario, todo esto ante los mismos ojos de la banda. Un Eddie Vedder atónito interrumpió el concierto pidiendo a través del micrófono que la gente diera un paso atrás, pero todo fue en vano, ya que nueve personas murieron aplastadas debido al empuje de la gente de la parte frontal.

## Listado
Todas las canciones escritas por Boom Gaspar e Eddie Vedder excepto las indicadas:
CD Australia y Canadá
1. . - «Love Boat Captain» – 4:36
2. . - «Love Boat Captain» (live) – 4:50
3. . - «Other Side» (Jeff Ament) – 4:03

CD Europa
1. . - «Love Boat Captain» – 4:36
2. . - «Other Side» (Ament) – 4:03

CD Europa
1. . - «Love Boat Captain» – 4:36
2. . - «Love Boat Captain» (live) – 4:50
3. . - «Other Side» (Jeff Ament) – 4:03
4. . - «Love Boat Captain» (video) – 4:43